# Melanochelys
Melanochelys is een geslacht van schildpadden uit de familie Geoemydidae. De groep werd voor het eerst wetenschappelijk beschreven door John Edward Gray in 1869. De soorten staan wel bekend als de aardschildpadden, maar ook soorten uit andere geslachten als Rhinoclemmys worden "aardschildpad" genoemd.
Er zijn twee soorten, die beide leven in Zuid-Azië, Nepal, Bangladesh, India, Myanmar en Sri Lanka. Beide soorten hebben drie lengtekielen (een soort opstaande randen) op het schild. Omdat lange tijd niet geheel duidelijk was tot welke groep de aardschildpadden precies behoorden, hebben ze al vele geslachtsnamen gehad zoals Geoemyda, Chaibassia, Emys, Testudo en Nicoria.

## Taxonomie
Geslacht Melanochelys
- Soort Driekielaardschildpad (Melanochelys tricarinata)
- Soort Zwartbuikaardschildpad (Melanochelys trijuga)